# Amphiprion latifasciatus
Amphiprion latifasciatus är en fiskart som beskrevs av Allen 1972. Amphiprion latifasciatus ingår i släktet Amphiprion och familjen Pomacentridae. Inga underarter finns listade i Catalogue of Life.

## Bildgalleri

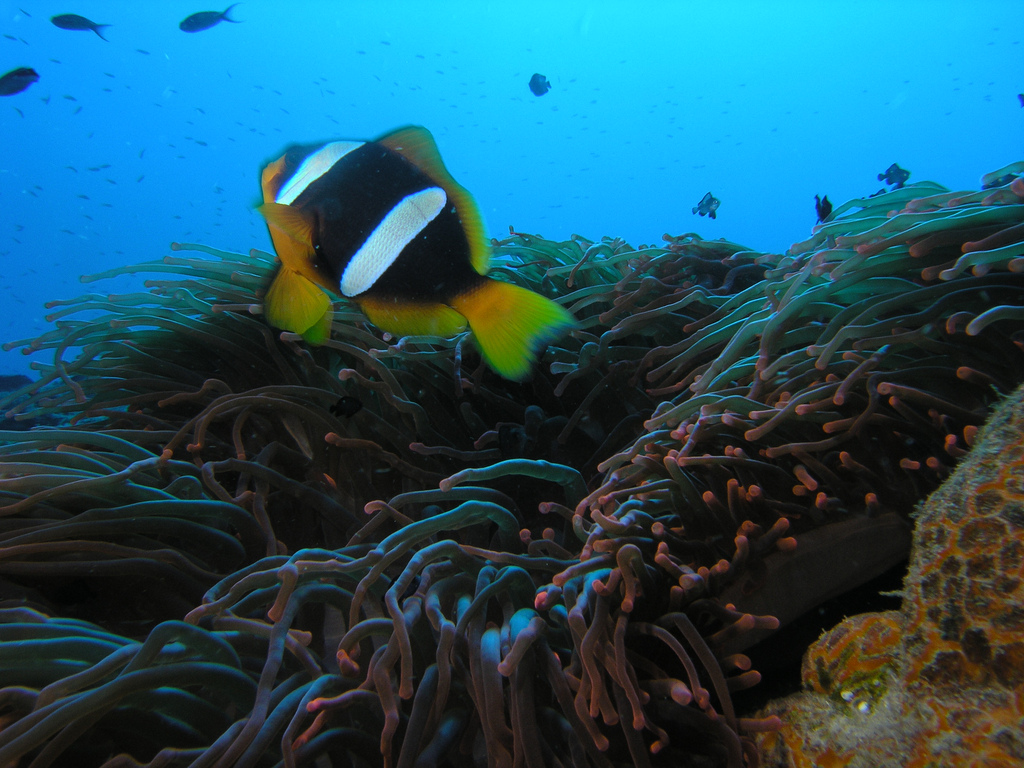